# تیم جنیسکنز
تیم جنیسکنز (انگلیسی: Tim Jenniskens؛ زادهٔ ۲۳ سپتامبر ۱۹۸۶) بازیکن هاکی روی چمن اهل پادشاهی هلند است.